# Ferdinand André Fouqué

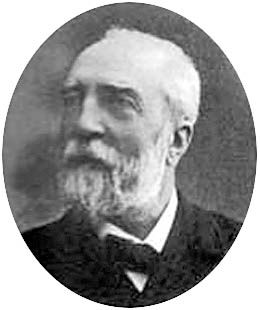
Ferdinand Fouqué.

Ferdinand André Fouqué (Mortain, 21 de junio de 1828; Paris, 7 de marzo de 1904), fue un geólogo y mineralogista francés.
Inició sus estudios, con 21 años, en la Escuela Normal Superior de París ocupando posteriormente primero el puesto de conservador de las colecciones científicas y, en 1877, la cátedra de Historia natural en el Collège de France.  En 1881, fue elegido miembro de la Academia de las Ciencias en la sección de mineralogía.
Estudió e investigó en especial los fenómenos volcánicos, los seísmos, los minerales y las rocas; fue el primer científico en introducir los métodos petrográficos modernos en Francia.
Fouqué fue el primer científico en describir el flujo piroclástico, —que denominó «nuées ardentes», a partir de sus estudios sobre las erupciones de 1580 y 1808 en Isla de São Jorge|São Jorge]], del archipiélago de las Azores.
En Reunión, isla volcánica de los territorios de ultramar franceses, se bautizó en su memoria con el nombre Enclos Fouqué a la caldera volcánica más reciente formada en el volcán activo Pitón de la Fournaise.[cita requerida]

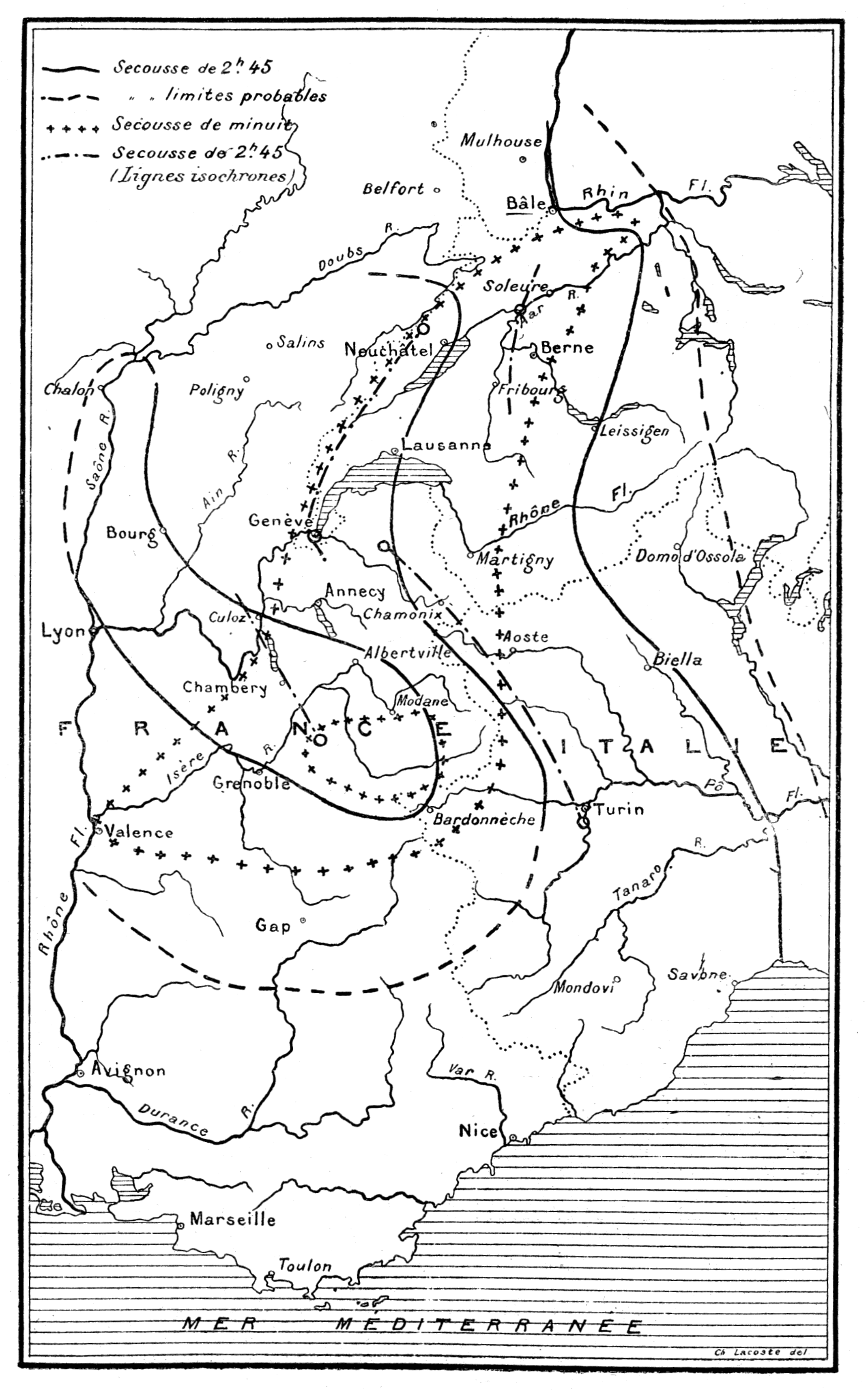
Ilustración de Ferdinand Fouqué en su libro Les Tremblements de terre.

## Publicaciones
- Recherches sur les phénomenes chimiques qui se produisent dans les volcans (en francés). (Tesis para el Doctorado en Ciencias). Paris: Gauthier-Villars. 1866.
- Les anciens volcans de la Grèce (en francés). Paris: Impr. de J. Claye. 1867.
- Santorin et ses éruptions [Santorini and Its Eruptions] (en francés). Paris: G. Masson. 1879.
- Minéralogie micrographique, roches éruptives francaise (en francés). Paris: Gauthier-Villars. 1879. En coautoría con A. Michel-Lévy
- Les Eaux thermales de l'île de San-Miguel (Açores), Portugal (en francés). Lisboa: Lallemant. 1973.
- Reproduction artificielle des basaltes (en francés). Paris. 1881. En coautoría con A. Michel-Lévy
- Synthèse des minéraux et des roches (en francés). Paris: Masson. 1882. En coautoría con A. Michel-Lévy
- Les tremblements de terre (en francés). Paris: J.B. Baillière et fils. 1888.